# Шак, Бенедикт

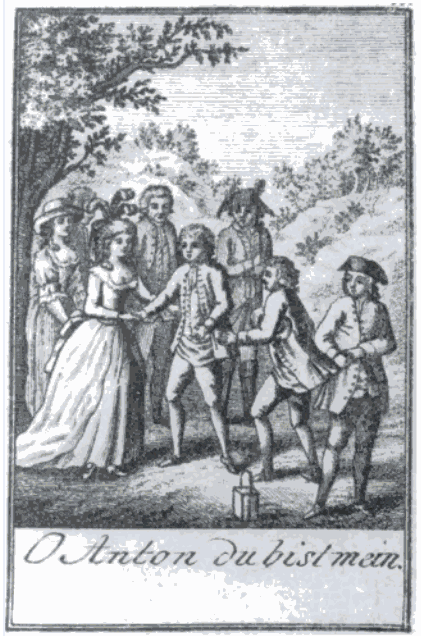
Афиша театрального представления «O Anton du bist mein» с Б. Шаком (в центре). 1791 г.

Бенедикт Шак исполняет «Реквием (Лакримоза)» перед умирающим Моцартом

Бенедикт Шак (нем. Benedikt Schack, чеш. Benedikt Žák, 7 февраля 1758, Миротице, Богемия — 10 декабря 1826, Мюнхен) — австрийский оперный певец (тенор), композитор и дирижёр эпохи классицизма. Близкий друг Моцарта и первый исполнитель (1791) партии Тамино в опере Моцарта «Волшебная флейта», написанной специально для него.

## Биография
С 1773 года пел в хоре мальчиков собора Святого Вита в Праге, учился музыке у его капельмейстера Антона Лаубе. В 1775 году отправился в Вену, чтобы изучать медицину, философию и пение. Позже, в течение нескольких лет, Шак работал капельмейстером у князя фон Шёнайх-Каролат в Силезии (ныне город Бытом-Оджаньский). После роспуска капеллы в 1784 году совершил музыкальное турне по стране. В мае 1786 года в Зальцбурге поступил в труппу Эмануэля Шиканедера, с которой гастролировал в Аугсбурге и Регенсбурге, а затем обосновался в Вене.
В венский период Шак сдружился с Моцартом. Вместе с Шиканедером и Шаком Моцарт участвовал в 1790 году в создании комической оперы «Философский камень» (нем. Der Stein der Weisen), затем последовала «Волшебная флейта». По некоторым сведениям на премьере «Волшебной флейты» Шак не только пел Тамино, но и исполнял относящиеся к этой партии соло на флейте (эта версия оспаривается специалистами). Шак также участвовал в домашних исполнениях первых набросков моцартовского «Реквиема».
На протяжении 1790-х годах Шак выступал как певец в Граце и Мюнхене, затем на пенсии жил в Мюнхене и Вене.

## Творчество
Помимо «Философского камня» Шак участвовал в создании ещё по меньшей мере одной оперы, «Глупый садовник» (нем. Der dumme Gärtner; 1789), совместно с Шиканедером и Францем Ксавером Герлем. Моцарт написал вариации на одну из тем этого зингшпиля. Ему принадлежит также несколько месс и мелких вокальных пьес.